# Tom Savage
Thomas Savage (Havering, Inglaterra, 18 de abril de 1989), más conocido como Tom Savage, es un jugador profesional inglés de rugby que se desempeña en la posición de segunda línea en Moana Pasifika, equipo perteneciente a la liga Súper Rugby.

## Carrera
En 2013, Savage se unió al equipo Gloucester Rugby (2013-2019), después pasó a Tokyo Sungoliath (2019-2023), luego a Moana Pasifika, donde lleva jugando una temporada. Tiene en su haber más de 150 partidos jugados.